# LISCR FC
El Liberian International Shipping & Corporate Registry Football Club (en español: Club de Fútbol del Envío Internacional & Registro Corporativo de Liberia), conocido simplemente como LISCR FC, es un equipo de fútbol de Liberia que pertenece a la Premier League de Liberia, la liga mayor de fútbol en el país. Fue fundado en agosto de 1995 en la capital Monrovia.

## Palmarés
- Premier League de Liberia: 4

2011, 2012, 2017, 2023
- Copa de Liberia: 6

2004, 2005, 2017, 2019, 2022, 2023
- Supercopa de Liberia: 5

2004, 2011, 2012, 2018, 2022

## Participación en competiciones de la CAF
| Temporada | Torneo                       | Ronda      | Club              | Casa  | Visita | Global |
| --------- | ---------------------------- | ---------- | ----------------- | ----- | ------ | ------ |
| 2003      | Copa CAF                     | 1          | Enugu Rangers     | w.o.1 | w.o.1  | w.o.1  |
| 2012      | Liga de Campeones de la CAF  | Preliminar | Berekum Chelsea   | 0-2   | 0-3    | 0-5    |
| 2013      | Liga de Campeones de la CAF  | Preliminar | Union Douala      | 0-1   | 1-2    | 1-3    |
| 2018      | Liga de Campeones de la CAF  | Preliminar | Al-Hilal Omdurmán | 1-0   | 0-3    | 1-3    |
| 2018/19   | Copa Confederación de la CAF | Preliminar | USM Bel Abbès     | 1-0   | 0-4    | 1-4    |
| 2019/20   | Copa Confederación de la CAF | Preliminar | Maranatha FC      | 0-0   | 0-3    | 0-3    |
| 2022/23   | Copa Confederación de la CAF | 1          | SC Gagnoa         | 0-0   | 1-3    | 1-3    |
| 2023/24   | Liga de Campeones de la CAF  | 1          | Bo Rangers FC     | 0-1   | 1-1    | 1-2    |

1- LISCR abandonó el torneo.

## Jugadores

### Jugadores destacados
- Lawrence Doe
- Alfred Ballah
- Francis Blayon
- Emmanuel Brown
- Sannah Cooper
- Jeremiah Momo Corneh
- Patrick Doeplah
- Perry Fofana
- Henrique Gobah
- Solomon Grimes
- Sekou Kamara
- Amos Kicmette
- Patrick Kikeh
- Nuzohn Kulala
- Anthony Laffor
- Adama Maculey
- Marcus Maculey
- Murphy Komunple Nagbe
- Skylashe Semivula
- Patrick Wleh